# August Junkermann

August Junkermann

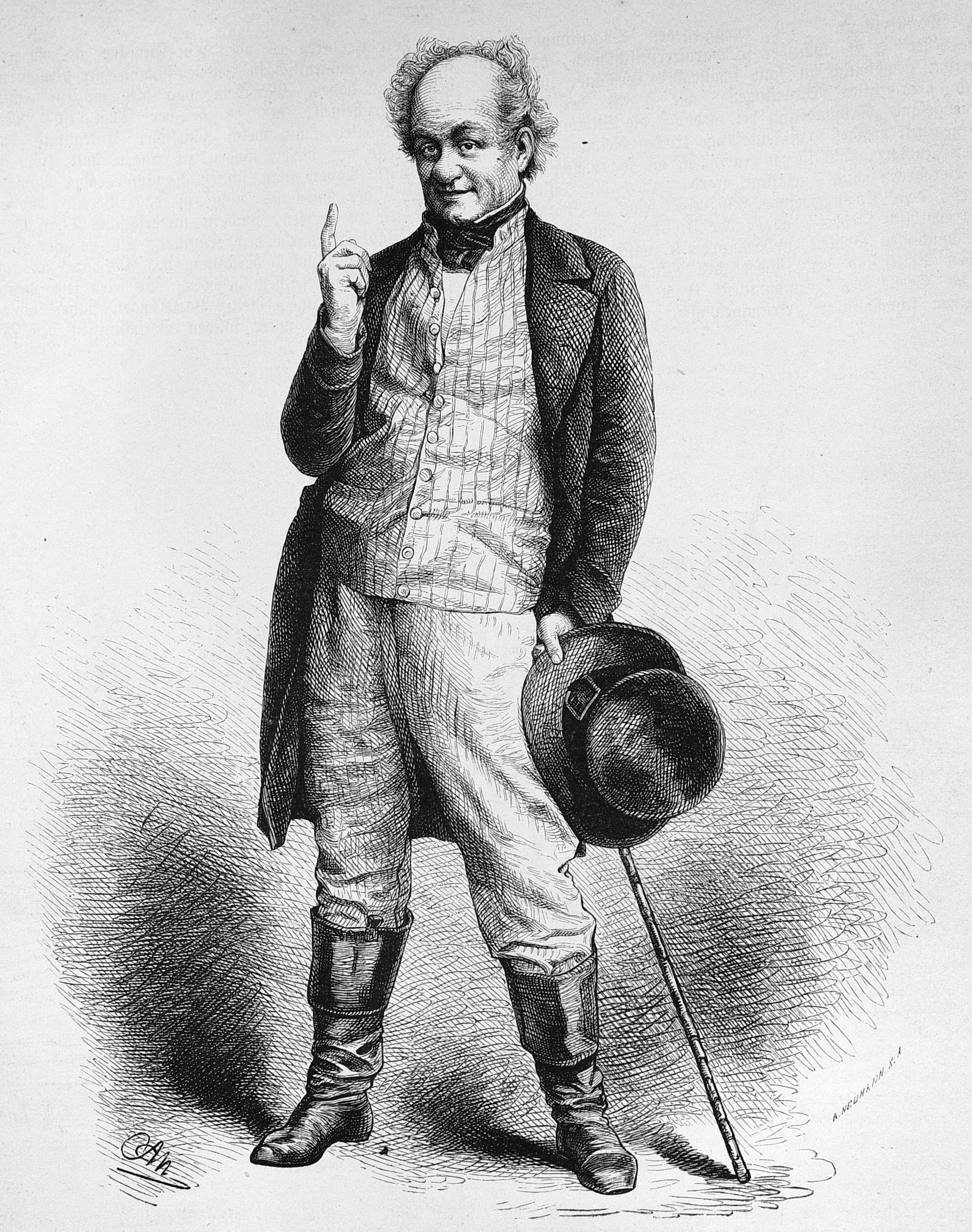
August Junkermann

August Junkermann (* 15. Dezember 1832 in Bielefeld; † 15. Mai 1915 in Berlin) war ein deutscher Schauspieler und als Rezitator ein bedeutender Interpret der Werke Fritz Reuters.

## Leben und Wirken
August Junkermann trat im Alter von 17 Jahren als Offiziersaspirant in das königlich preußische Artillerieregiment in Köln ein. Nach Erfolgen in Laienaufführungen vor dem Offizierscorps erhielt er 1853 sein erstes Engagement am Stadttheater in Trier. Es folgten Auftritte als Sänger und Komiker auf vielen Bühnen Deutschlands, Österreichs und der Schweiz. Von 1871 bis 1887 gehörte Junkermann dem Ensemble des Stuttgarter Hoftheaters an.
Schon früh hatte sich Junkermann mit den Werken von Fritz Reuter beschäftigt. Er brachte seinem Publikum die Werke des niederdeutschen Humoristen nicht nur durch Rezitation näher, sondern auch durch die Darstellung Reuterscher Werkfiguren auf der Bühne. Seine Paraderolle war die des „Onkel Bräsig“. Bald galt Junkermann als der „Apostel des plattdeutschen Dichters Fritz Reuter“. Junkermann steht ebenbürtig neben Karl Kräpelin, dem ersten Reuter-Rezitator des 19. Jahrhunderts, und Ludwig Sternberg, dem berühmten Reuter-Interpreten des 20. Jahrhunderts.
Auch die Deutschen im Ausland, zum Beispiel in England und Italien, feierten Junkermann auf seinen Gastspielen. Er unternahm mehrere Vortragsreisen in die USA. In New York wurde er zum Ehrenmitglied des Plattdütschen Volksfest-Vereen ernannt. Junkermann bearbeitete Reuter für die Bühne und trat in lustigen Einaktern als Darsteller Reuterscher Werkfiguren auf, unter anderem als Jochen Päsel, als Pastor in „Hanne Nütes Abschied“, als Möller Voß, als Smid Snut, als Dörchläuchting oder als Schauster Hank. In seinem „Junkermann-Ensemble“ wirkten zeitweise auch seine Söhne Hans Junkermann und Fritz Junkermann mit.

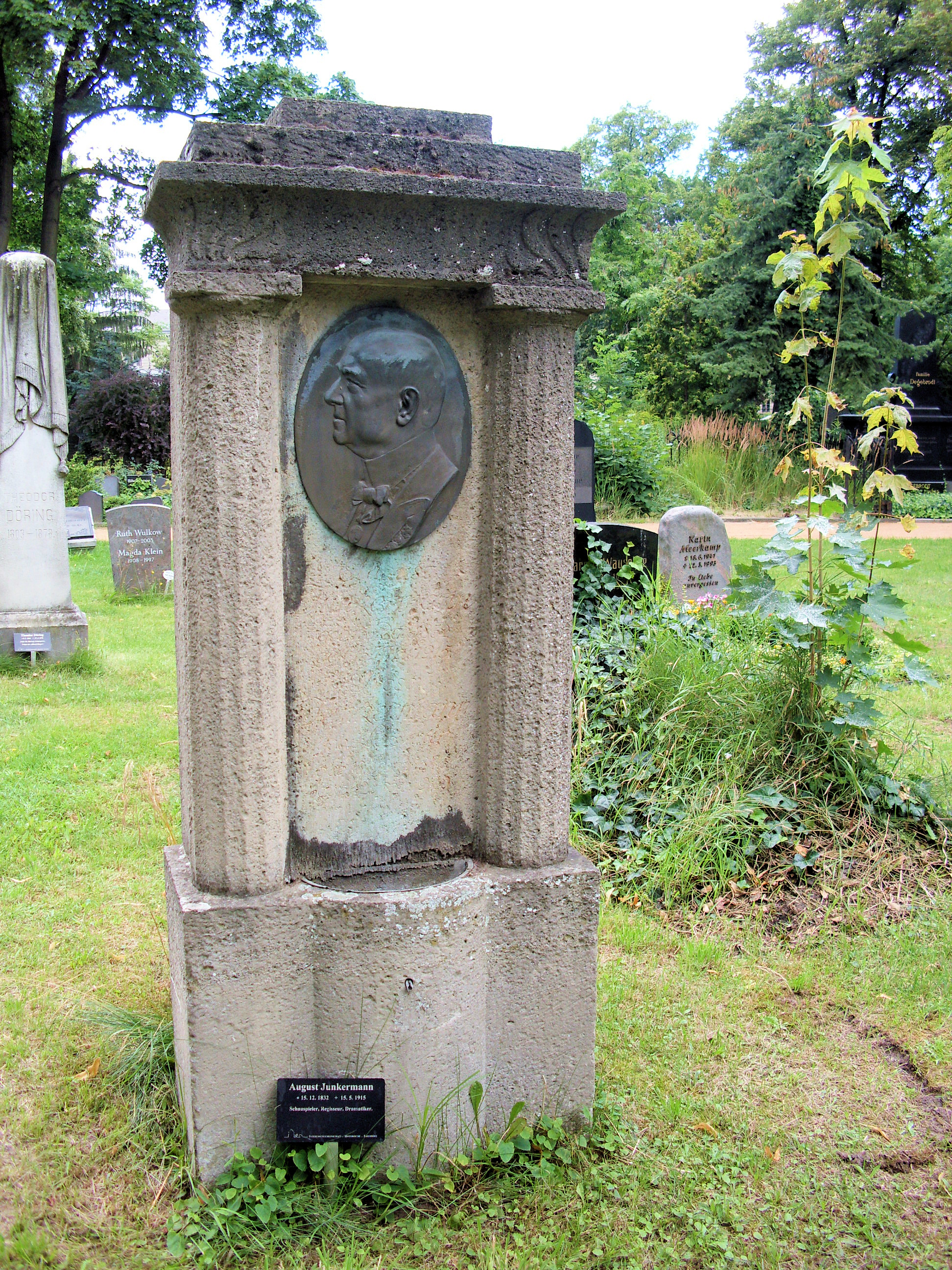
Das Grab von August Junkermann in Berlin-Kreuzberg mit Porträtrelief von Fritz Richter-Elsner

August Junkermann starb am 15. Mai 1915 nach einem Schlaganfall im Alter von 82 Jahren in Berlin. Die Beisetzung fand am 18. Mai auf dem Friedhof III der Jerusalems- und Neuen Kirche vor dem Halleschen Tor statt. Die Trauerfeier leitete Pastor Eduard Le Seur aus Groß-Lichterfelde, ein Neffe des Verstorbenen. In einem Bericht des Berliner Tageblatts wurde bedauernd festgestellt, dass nur wenige Schauspielkollegen dem Begräbnis beiwohnten. Das erhaltene Grabdenkmal von August Junkermann ist eine Stele in Gestalt einer Säulen-Ädikula, die ein ovales Porträtrelief aufnimmt, ein Werk des Bildhauers Fritz Richter-Elsner.

## Familie
Ein Sohn aus der ersten, 1872 geschiedenen Ehe mit Caroline (Lina) Krauss war Karl Junkermann, Schauspieler und Theaterdirektor. Dessen Frau Anna Junkermann war ebenfalls Schauspielerin. Verheiratet in zweiter Ehe war er seit 1872 mit der Schauspielerin und Sängerin Rosa Le Seur (1846–1920), ihr gemeinsamer Sohn Hans wurde ebenfalls Schauspieler. Fritz Junkermann war ein weiterer Sohn aus dieser Ehe, der ebenfalls als Schauspieler tätig war.

## Werke
- Memoiren eines Hof-Schauspielers, Illustrationen. von H. Graube, Süddeutsche Verlags-Institut, 1888
- Junkermanns Humoristikum: Eine Sammlung heiterer Vortragsstücke von erprobter Wirksamkeit, Mit einem Vorspiel: Meine zweite Amerikafahrt, Levy & Müller, Stuttgart 1890

## Briefe
- 4 Briefe und Karten August Junkermann an verschiedene Empfänger 17. November 1888 bis 31. Mai 1902[6]